# Sablonnières
Sablonnières és un municipi francès, situat al departament de Sena i Marne i a la regió de Illa de França. L'any 2007 tenia 677 habitants.
Forma part del cantó de Coulommiers, del districte de Provins i de la Comunitat de comunes dels Deux Morin.

## Demografia

### Població
El 2007 la població de fet de Sablonnières era de 677 persones. Hi havia 256 famílies, de les quals 56 eren unipersonals (32 homes vivint sols i 24 dones vivint soles), 76 parelles sense fills, 92 parelles amb fills i 32 famílies monoparentals amb fills.
La població ha evolucionat segons el següent gràfic:
Habitants censats

### Habitatges
El 2007 hi havia 332 habitatges, 263 eren l'habitatge principal de la família, 50 eren segones residències i 19 estaven desocupats. 323 eren cases i 6 eren apartaments. Dels 263 habitatges principals, 237 estaven ocupats pels seus propietaris, 19 estaven llogats i ocupats pels llogaters i 7 estaven cedits a títol gratuït; 11 tenien dues cambres, 46 en tenien tres, 68 en tenien quatre i 138 en tenien cinc o més. 206 habitatges disposaven pel capbaix d'una plaça de pàrquing. A 100 habitatges hi havia un automòbil i a 130 n'hi havia dos o més.

### Piràmide de població
La piràmide de població per edats i sexe el 2009 era:
| Homes | Edats   | Dones |
| ----- | ------- | ----- |
| 1     | 95 o +  | 0     |
| 0     | 90 a 94 | 5     |
| 3     | 85 a 89 | 6     |
| 2     | 80 a 84 | 9     |
| 10    | 75 a 79 | 7     |
| 14    | 70 a 74 | 9     |
| 11    | 65 a 69 | 15    |
| 18    | 60 a 64 | 13    |
| 18    | 55 a 59 | 24    |
| 25    | 50 a 54 | 26    |
| 28    | 45 a 49 | 26    |
| 22    | 40 a 44 | 18    |
| 29    | 35 a 39 | 24    |
| 21    | 30 a 34 | 22    |
| 12    | 25 a 29 | 16    |
| 15    | 20 a 24 | 12    |
| 18    | 15 a 19 | 26    |
| 32    | 10 a 14 | 15    |
| 26    | 5 a 9   | 20    |
| 18    | 0 a 4   | 12    |

## Economia
El 2007 la població en edat de treballar era de 459 persones, 335 eren actives i 124 eren inactives. De les 335 persones actives 303 estaven ocupades (163 homes i 140 dones) i 32 estaven aturades (14 homes i 18 dones). De les 124 persones inactives 51 estaven jubilades, 42 estaven estudiant i 31 estaven classificades com a «altres inactius».

### Ingressos
El 2009 a Sablonnières hi havia 262 unitats fiscals que integraven 675,5 persones, la mediana anual d'ingressos fiscals per persona era de 17.909 €.

### Activitats econòmiques
Dels 22 establiments que hi havia el 2007, 1 era d'una empresa extractiva, 1 d'una empresa de fabricació d'altres productes industrials, 6 d'empreses de construcció, 5 d'empreses de comerç i reparació d'automòbils, 1 d'una empresa d'informació i comunicació, 1 d'una empresa immobiliària, 6 d'empreses de serveis i 1 d'una entitat de l'administració pública.
Dels 4 establiments de servei als particulars que hi havia el 2009, 2 eren paletes, 1 fusteria i 1 empresa de construcció.
Dels 3 establiments comercials que hi havia el 2009, 2 eren botiges de menys de 120 m² i 1 una fleca.
L'any 2000 a Sablonnières hi havia 9 explotacions agrícoles que ocupaven un total de 636 hectàrees.

## Equipaments sanitaris i escolars
El 2009 hi havia una escola elemental integrada dins d'un grup escolar amb les comunes properes formant una escola dispersa.

## Poblacions més properes
El següent diagrama mostra les poblacions més properes.